# 小阿爾漢格爾斯克區

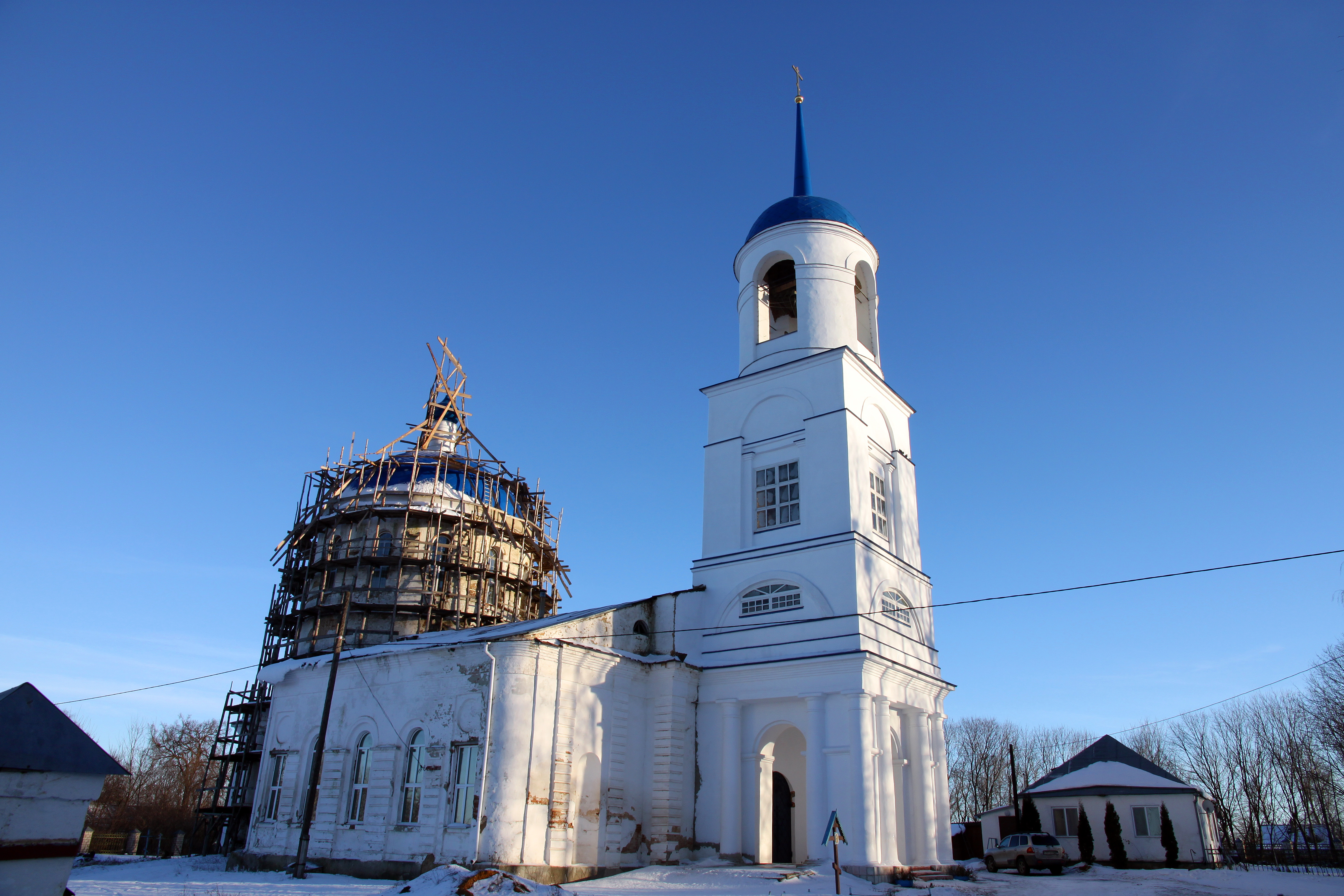

52°24′N 36°30′E / 52.400°N 36.500°E
小阿爾漢格爾斯克區（俄语：Малоархангельский район），是俄羅斯的一個區，位於該國西南部，由奧廖爾州負責管轄，面積754.3平方公里，2010年人口11,520，人口密度每平方公里15.27人。